# Cruz da Vitória

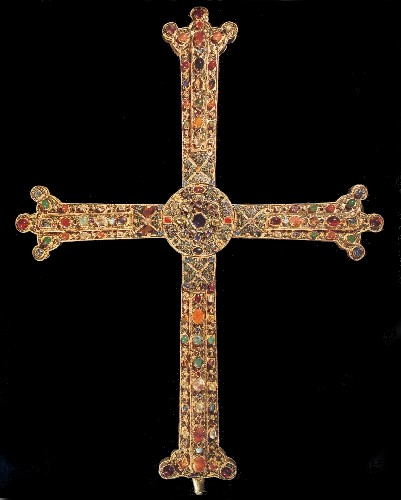
Imagem do verso da Cruz da Vitória.

A Cruz da Vitória (em castelhano: Cruz de la Victoria) é uma cruz gemada do pré-românico asturiano, guardada na Câmara Santa da Catedral de São Salvador de Oviedo, que se converteu no símbolo do Reino das Astúrias e, mais tarde, do Principado das Astúrias.
Trata-se de uma cruz latina, em madeira de carvalho, revestida a ouro e pedras preciosas. Têm os braços ensanchados nos extremos e um pequeno relicário na união ao centro.

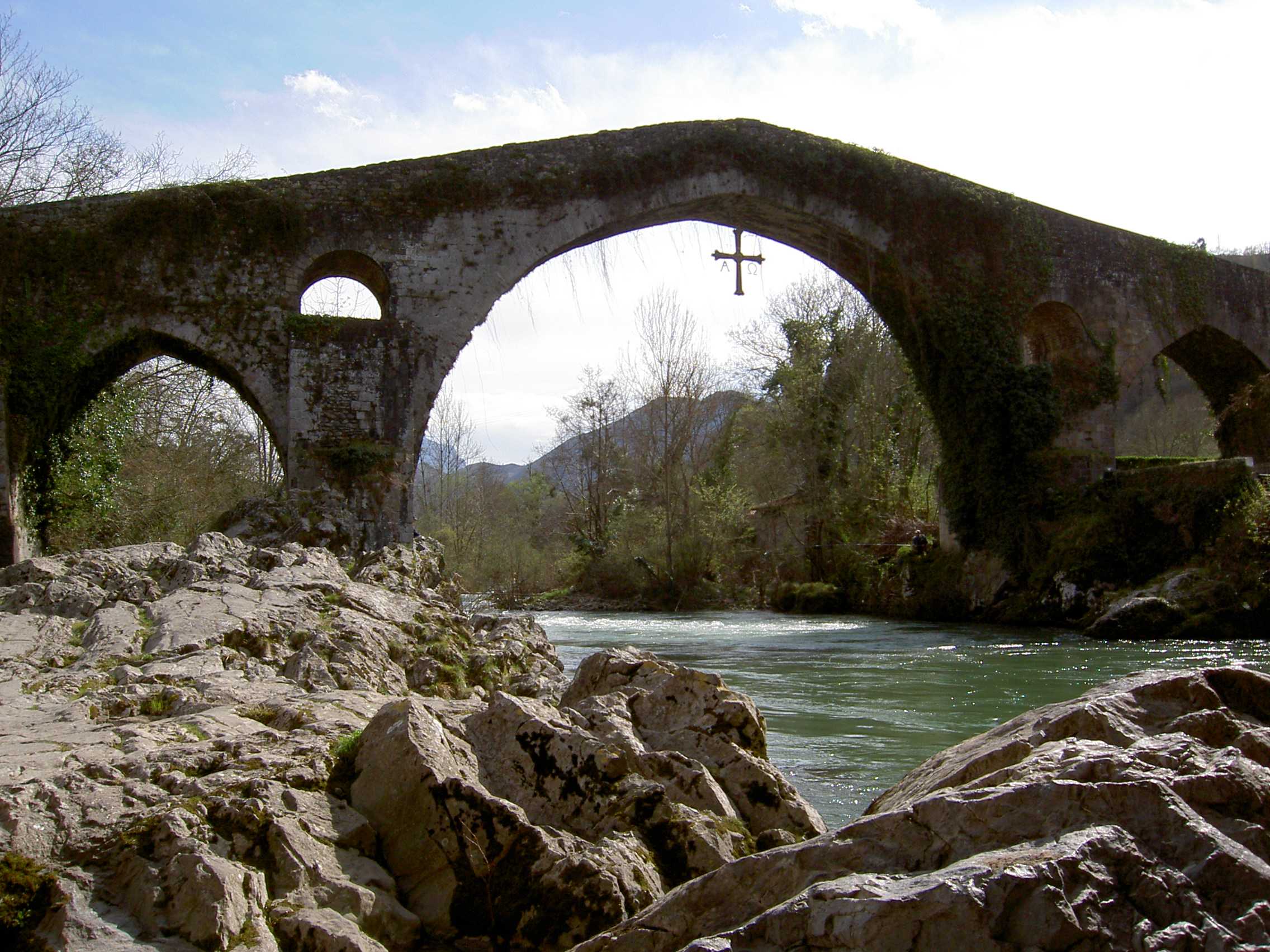
Reprodução da Cruz da Vitória que pende da chamada Ponte Romana em Cangas de Onís.

Foi feita por artesãos procedentes do reino franco durante o reinado de Afonso III das Astúrias, quem terá ordenado a sua elaboração nos primórdios do século X como doação à Catedral de São Salvador de Oviedo, como nos dizem as inscrições no verso da cruz, juntamente com a inscrição em latim: «HOC SIGNO TVETVR PIVS. HOC SIGNO VINCITVR INMICVS» (trad: "Com este sinal o piedoso é protegido. Com este sinal o inimigo é vencido").

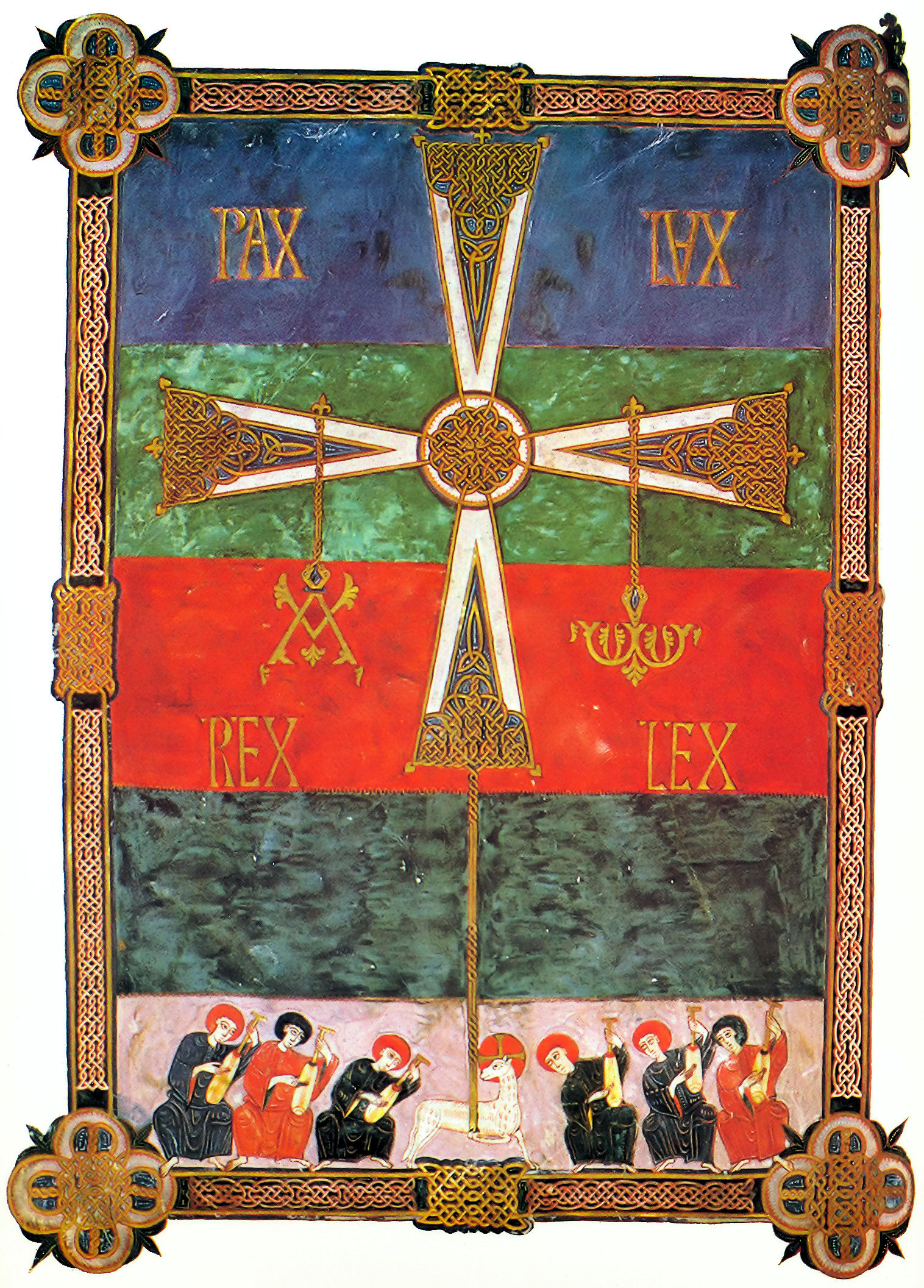
"Eu sou o Alfa e o Ômega, o princípio e o fim, diz o Senhor Deus, o que Foi, o que É, e o que Será. O Todo-poderoso".

O alfa e o ômega são a primeira e a última letras do alfabeto grego e simbolizam o princípio e o fim.
Segundo a lenda, esta é a cruz que Pelágio das Astúrias levou consigo na batalha de Covadonga.

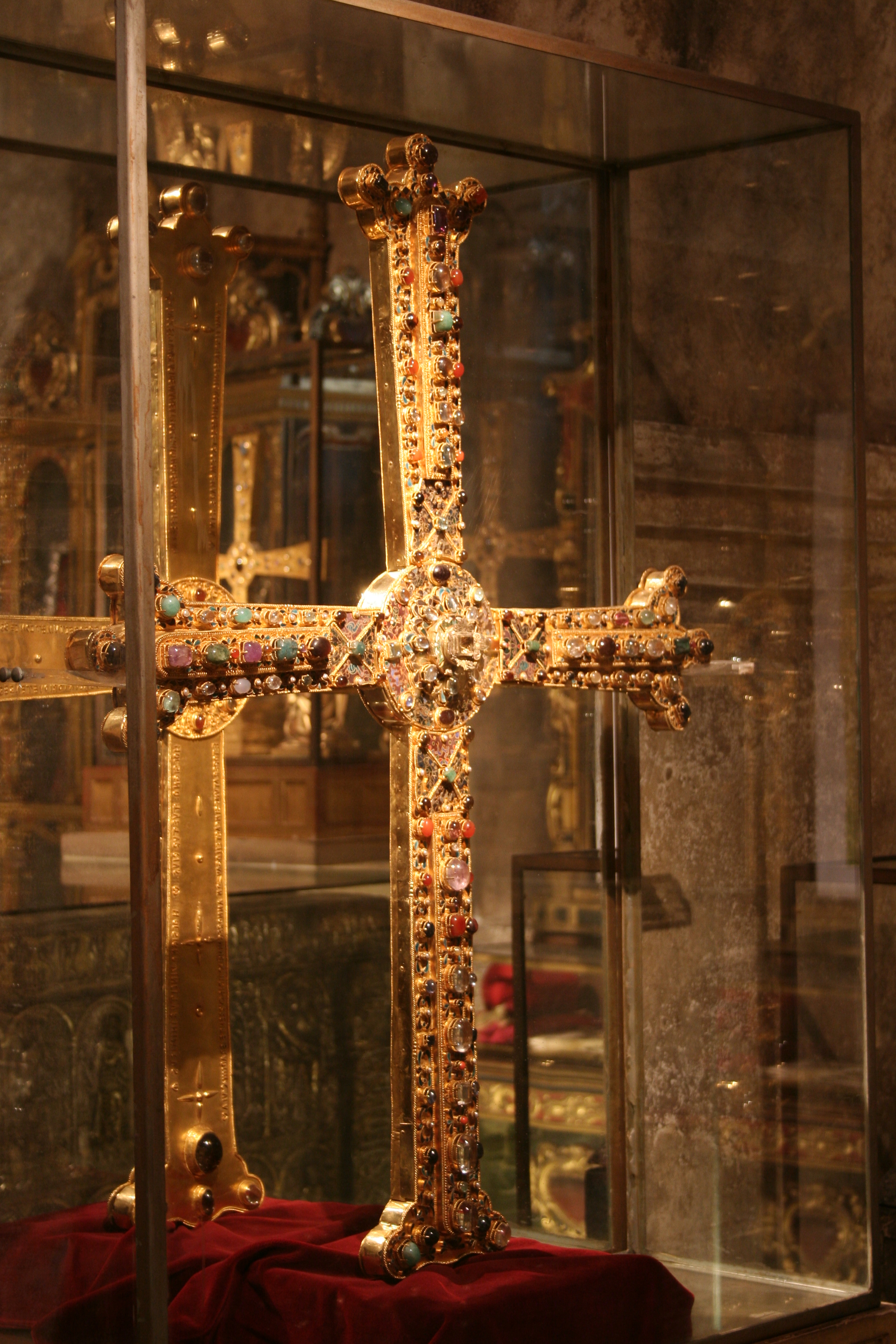
Cruz da Vitória na Câmara Santa da Catedral de Oviedo.